# Eva-Riitta Siitonen
Eva-Riitta Siitonen (ur. 31 maja 1940 w Helsikach) – fińska polityk i ekonomistka, była burmistrz Helsinek, posłanka krajowa i europejska.

## Życiorys
Ukończyła w 1979 ekonomię w Helsińskiej Wyższej Szkole Handlu.
Od 1960 pracowała w administracji miejskiej, prowadziła też własną działalność gospodarczą, współpracowała z mediami. W latach 1983–1989 z listy Partii Koalicji Narodowej sprawowała mandat posłanki do Eduskunty. Od 1990 do 1996 zajmowała stanowisko gubernatora prowincji Uusimaa.
1 czerwca 1996 objęła urząd burmistrza (menedżera miejskiego) Helsinek, który sprawowała do 31 maja 2005, kiedy to zastąpił ją Jussi Pajunen.
Na początku 2009 objęła wakujący mandat w Parlamencie Europejskim po rezygnacji Piia-Noory Kauppi. Zasiadała w grupie chadeckiej, Komisji Prawnej oraz Komisji Praw Kobiet i Równouprawnienia. W tym samym roku bez powodzenia ubiegała się o reelekcję.
Odznaczona m.in. belgijskim Krzyżem Wielkiego Oficera Orderu Leopolda II.